# Lourdes
Pronunciação
Lourdes ou Lurdes (em francês Lourdes, em occitano gascão Lorda) é uma comuna francesa situada no departamento dos Altos Pirenéus, região do Occitânia. Em 2007 contava com 15 254 habitantes e uma área geográfica de 37 km²
Em Lourdes, na pequena Gruta de Massabielle junto ao rio Gave de Pau, acredita-se que a Virgem Maria terá aparecido algumas vezes a uma menina de nome Bernadette Soubirous (1858). Após aprovação da Igreja Católica nesta matéria de aparições marianas, Lourdes tornou-se uma das localidades de maior destaque em toda a França.
Hoje em dia, o Santuário de Nossa Senhora de Lourdes é um santuário mariano, um dos maiores centros de peregrinação do mundo católico, à semelhança do Santuário de Nossa Senhora de Fátima, na Cova da Iria, em Portugal, do Santuário de Nossa Senhora Aparecida no Brasil, da Basílica de Nossa Senhora de Guadalupe no México e da Basílica de São Pedro, no Vaticano.
O principal acesso internacional à cidade mariana é feito através do Aeroporto de Tarbes-Lourdes-Pirenéus.

## A Basílica de Nossa Senhora de Lourdes
Este conjunto, cuja composição lembra o gesto bíblico dos braços abertos, é um dos lugares mais visitados de Lourdes e é símbolo mundial da fraternidade entre os homens.
De estilo romano-bizantino, a Basílica de Lourdes, vasta cruz grega de 2000 m² de superfície, foi concebida como pedestal da Basílica Superior, localizada acima da gruta.
Três ordens da arquitetura concorreram à execução deste monumento: o estilo românico domina as linhas gerais, o romano orienta a forma da saliência das pedras, mas é sobretudo um monumento de grande interesse pelo ornamento dos mosaicos venezianos, das cúpulas e das capelas, que soube se aliar à grande tradição da arquitetura bizantina.